# Henry Siddons Mowbray
Henry Siddons Mowbray (5 de agosto de 1858 ? 1928) fue un artista estadounidense.
Nació en Alejandría, Egipto, hijo de padres ingleses. Al quedar huérfano fue llevado a América por un tío, quien se estableció en North Adams, Massachusetts. Luego de un año en la Academia Militar de Estados Unidos en West Point, fue a París y trabajó con Léon Bonnat. Se convirtió en miembro de la Academia Nacional de Diseño en 1891.
Fue conocido por su trabajo decorativo, especialmente por las decoraciones al techo de la residencia de F. W. Vanderbilt, y del techo y las paredes de la librería de la Universidad Cluball en Nueva York.